# Waldgebiet Hardt (Bergisch Gladbach)

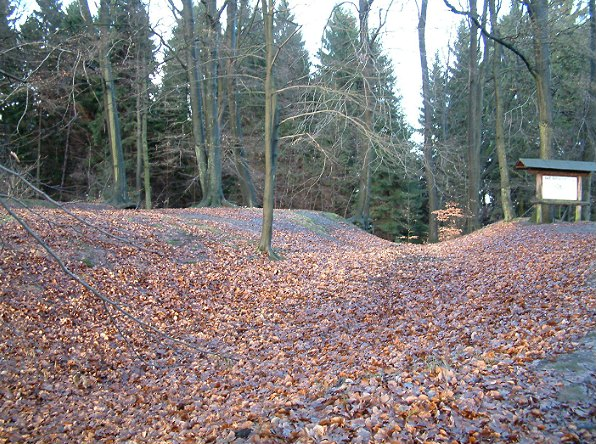
Die Erdenburg in Moitzfeld;
Blick vom östlichen Rand der Anlage nach Norden

Die Hardt ist ein großes Waldgebiet innerhalb der Stadt Bergisch Gladbach. Sie ist umgeben von mehreren Stadtteilen: Im Norden Sand, im Osten Herkenrath, im Süden Moitzfeld und Bensberg, im Westen Heidkamp.

## Geschichte
Bereits in der Latènezeit siedelten hier in der Umgebung der Erdenburg um 310 ± 80 v. Chr. Menschen eines germanischen Stammes.

### Bergbau
Wahrscheinlich haben bereits Römer in der Hardt Bergbau betrieben. Sichere Spuren deuten an vielen Stellen auf mittelalterlichen Bergbau hin. Es gab mehrere zum Teil größere Bergwerke, die vielen Bergleuten Arbeit gaben. Zu erwähnen sind die ehemaligen Blei-/Zinkbergwerke Grube Blücher, Grube Jungfrau, Grube Fortuna und die Quecksilber-Grube Idria. Zu erwähnen sind auch die Eisengruben Grube Selma und Grube Britannia.

## Naturfreundehaus
Das ehemalige Steigerhaus der Grube Blücher ist nach Umbauten und Restaurierungen 1960 zum Naturfreundehaus Haus Hardt umgewidmet worden.

## Bodendenkmal
Sämtliche an der Oberfläche erhaltenen bergbaulichen Relikte der Grube Blücher und der Grube Selma stehen als Bodendenkmal Nr. 46 unter Schutz.

## Naturschutzgebiet
Das Naturschutzgebiet Hardt umfasst 163,76 Hektar Fläche und besteht hauptsächlich aus Wald. Es ist unter Schlüssel-Nr. GL-066 in die Liste der Naturschutzgebiete im Rheinisch-Bergischen Kreis eingetragen.